# Deepika Padukone

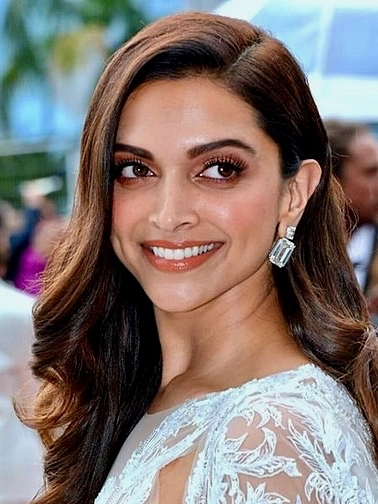
Deepika Padukone (2018)

Deepika Padukone (Kannada: ದೀಪಿಕಾ ಪಡುಕೋಣೆ, Dīpikā Paḍukōṇe; * 5. Januar 1986 in Kopenhagen) ist eine  indische Bollywood-Schauspielerin und Model.

## Leben
Deepika Padukone wurde als Tochter von Ujjala Padukone und dem ehemaligen Badminton-Spieler Prakash Padukone in Kopenhagen geboren. Als Padukone elf Monate alt war, zog die Familie nach Bangalore.
Deepika Padukone begann zu modeln und erhielt ihren ersten größeren internationalen Auftrag mit Werbeauftritten für die Kosmetikmarke Maybelline. Ihre erste Hauptrolle spielte sie 2006 in dem Film Aishwarya. 2007 spielte sie die weibliche Hauptrolle in ihrem ersten Hindi-Film Om Shanti Om. Für ihre Rolle der Shanti-Priya in diesem Film wurde sie mehrmals ausgezeichnet.

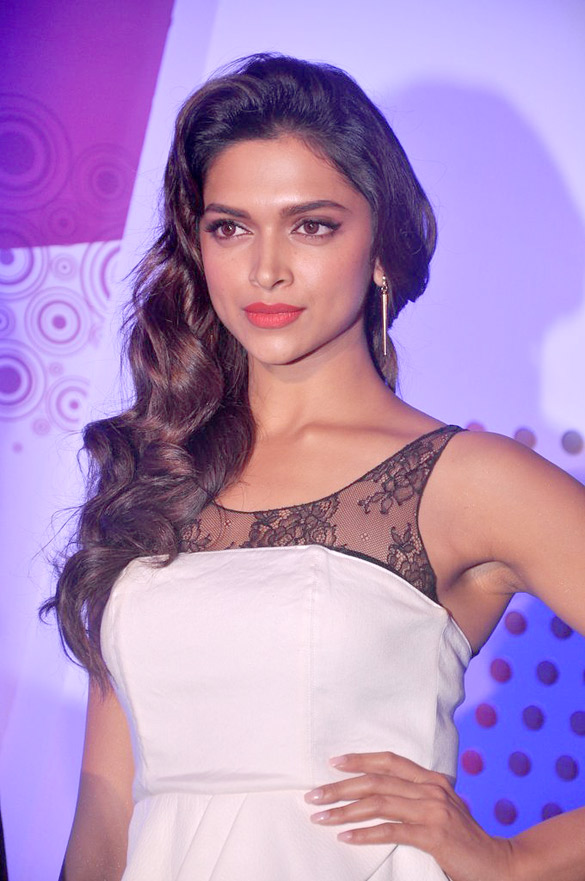
Deepika Padukone (2012)

2017 wurde sie in die Academy of Motion Picture Arts and Sciences (AMPAS) aufgenommen, die jährlich die Oscars vergibt.
Seit dem 14. November 2018 ist sie mit dem indischen Schauspieler und Filmpartner (Ram-Leela, Bajirao Mastani, Padmaavat) Ranveer Singh verheiratet.
Im Jahr 2022 wurde Padukone in die Wettbewerbsjury des 75. Filmfestivals von Cannes berufen.

## Soziales Engagement
Um etwas gegen die hohe Depressionsrate in Indien zu tun, gründete Padukone die Stiftung „Live Love Laugh“.

## Filmografie
- 2006: Aishwarya
- 2007: Om Shanti Om
- 2008: Bachna Ae Haseeno – Liebe auf Umwegen (Bachna Ae Haseeno)
- 2009: Chandni Chowk To China
- 2009: Billu Barber (Billu) (Tanzauftritt im Lied Love Mera Hit Hit)
- 2009: Gestern, heute & für immer – Love Aaj Kal (Love Aaj Kal)
- 2009: Main Aurr Mrs Khanna (Gastauftritt)
- 2010: 55th Idea Filmfare Awards (Fernsehfilm)
- 2010: Housefull
- 2010: Karthik Calling Karthik
- 2010: Lafangey Parindey
- 2010: Break Ke Baad
- 2010: Khelein Hum Jee Jaan Sey
- 2011: Dum Maaro Dum (Tanzauftritt im Lied Dum Maro Dum)
- 2011: Aarakshan
- 2011: Desi Boyz
- 2012: Cocktail
- 2013: Race 2
- 2013: Lass dein Glück nicht ziehen (Yeh Jawaani Hai Deewani)
- 2013: Bombay Talkies (Tanzauftritt im Lied Apna Bombay Talkies)
- 2013: Chennai Express
- 2013: Ram-Leela (Goliyon Ki Rasleela Ram-Leela)
- 2014: Kochadaiiyaan
- 2014: Finding Fanny
- 2014: Happy New Year – Herzensdiebe
- 2015: My Choice (Kurzfilm)
- 2015: Piku
- 2015: Tamasha
- 2015: Bajirao & Mastani – Eine unsterbliche Liebe (Bajirao Mastani)
- 2017: xXx: Die Rückkehr des Xander Cage (xXx: Return of Xander Cage)
- 2017: Raabta (Gastauftritt)
- 2017: Padmaavat
- 2023: Pathaan
- 2023: Jawan (Nebenrolle)
- 2024: Fighter
- 2024: Kalki 2898 A.D

## Auszeichnungen (Auswahl)
Filmfare Award
- 2008: Bestes Debüt – Om Shanti Om
- 2008: Spezialpreis „Sony Head N Shoulders Fresh Face of the Year“ – Om Shanti Om
- 2014: Beste Hauptdarstellerin – Ram-Leela

IIFA Awards
- 2008: Beste Debütantin – Om Shanti Om
- 2013: Bestes Filmpaar des Jahres mit Ranbir Kapoor – Lass dein Glück nicht ziehen (Yeh Jawaani Hai Deewani)

Star Plus Audience Jodi of the Year (along with Ranbir Kapoor)
- 2014: Beste Hauptdarstellerin – Chennai Express

Star Screen Award
- 2008: Meistversprechende Newcomerin – Om Shanti Om
- 2008: Bestes Filmpaar mit Shah Rukh Khan – Om Shanti Om
- 2012: Beste Hauptdarstellerin (Publikumspreis) – Desi Boyz
- 2014: Beste Hauptdarstellerin (Publikumspreis) – Race 2, Yeh Jawaani Hai Deewani, Chennai Express und Ram-Leela
- 2014: Beste Hauptdarstellerin – Chennai Express und Ram-Leela
- 2014: Spezialpreis „Life Ok Screen Hero Award“

Zee Cine Awards
- 2008: Beste Debütantin – Om Shanti Om
- 2011: Spezialpreis „International Female Icon“
- 2013: Spezialpreis „Dhamakedar Performer“
- 2014: Beste Hauptdarstellerin – Chennai Express

Andere Auszeichnungen
- 2007: Star’s Sabsey Favourite Kaun Awards – „Sabsey Favourite Nayi Heroine“ für Om Shanti Om
- 2007: Radio Sargam Bollywood Awards – „Best Debut Actress“ für Om Shanti Om
- 2007: HT Café Film Awards – „Best Newcomer Award (Female)“ für Om Shanti Om
- 2008: Reebok Zoom Glam Awards – „Glam Debutant (Female)“ für Om Shanti Om
- 2012: Stardust Awards – „Style Icon of The Year“
- 2013: Times of India Film Awards – „Best Actress (Critics)“ für Cocktail
- 2014: NDTV Indian of the Year – „Entertainer of the Year“
- 2014: Apsara Film & Television Producers Guild Awards – „Best Actress in a Leading Role“ für Chennai Express